# Yagyū Shinkage-ryū
Yagyu Shinkage-ryu (em japonês:  柳生新陰流, Yagyū Shinkage-ryū) é uma veusta escola — kobudo — de artes marciais japonesas, sendo uma das mais tradicionais escolas de esgrima (kenjutsu). Origina-se na também muito tradicional Shinkage-ryu, porém, em 1565, porque o mestre da escola restava sem rebentos, deixou todas as suas posses para o seu mais graduado e experto pupilo, Muneyoshi Yagyu, o qual a manteve e depois adicionou seu nome.